# 3 км (зупинний пункт, Донецька залізниця, Єнакієве)
3 кіломе́тр — пасажирська зупинна залізнична платформа Донецької дирекції Донецької залізниці на лінії Щебенка — 5 км.
Розташована в с. Шапошникове, Єнакієвська міська рада, Донецької області, між станціями Щебенка (3 км) та Нижньокринка (9 км).
Через військову агресію Росії на сході Україні транспортне сполучення припинене.